# Konståret 1896

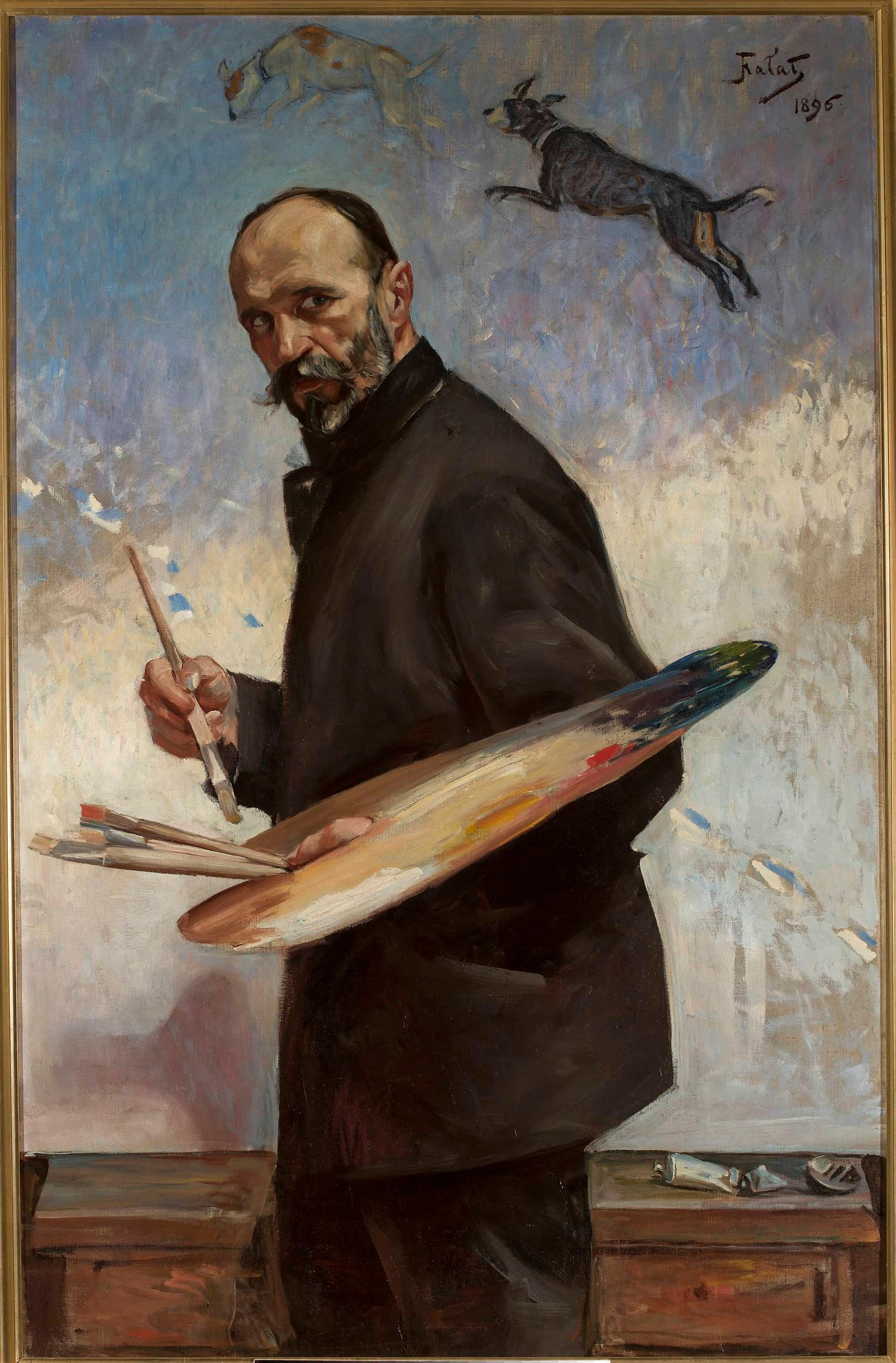
Julian Fałat målar sitt självporträtt Autoportret z palet år 1896.

## Händelser

### Okänt datum
- Anders och Emma Zorn flyttar tillbaka till Sverige och in i Zorngården i Mora.
- Caleb Althin startar Althins målarskola.
- Central School of Art and Design grundades i London.
- William Merritt Chase grundade Chase School.
- Fogg Museum invigs i Boston.

## Verk
- Julian Fałat - Autoportret z palet.

## Födda
- 4 januari - André Masson (död 1987), fransk konstnär.
- 13 januari - Knut Norman (död 1977), svensk konstnär
- 3 februari - Stellan Mörner (död 1979), svensk konstnär och författare.
- 9 februari - Alberto Vargas (död 1982), peruansk pinupkonstnär.
- 19 februari - André Breton (död 1966), fransk konstnär.
- 1 mars - Axel Kargel (död 1971), svensk konstnär, målare.
- 29 april - Eric Johansson (död 1979), svensk konstnär och grafiker.
- 2 juni - Philibert Humbla (död 1952), intendent för Göteborgs Konsthall 1923 - 1933.
- 17 juni - Rudolf Petersson (död 1970), svensk serietecknare.
- 2 juli - Quirino Cristiani (död 1984), argentinsk animationsregissör och serieskapare.
- 2 juli - Prudence Heward (död 1947), kanadensisk målare.
- 13 juli - Mordecai Ardon (död 1992), israelisk målare.
- 16 juli - John Carlson (död 1979), svensk konstnär och målare.
- 14 augusti - Eric Grate (död 1983), svensk skulptör, tecknare, målare och grafiker.
- 15 augusti - Paul Outerbridge (död 1958), amerikansk fotograf.
- 24 september - Camilo Mori (död 1973), chileansk målare.
- 3 november - Gustaf Tenggren (död 1970), svensk illustratör som var ateljéchef hos Disney.
- 10 november - Thorwald Alef (död 1974), svensk målare och skulptör.
- 13 november
  - Elli Hemberg (död 1994), svensk konstnär.
  - Ernst Thoms (död 1983), tysk målare.
- 21 november - Sven Hempel (död 1944), svensk målare.
- 29 december – David Alfaro Siqueiros (död 1974), mexikansk målare.

## Avlidna
- 25 januari – Frederic Leighton (född 1830), brittisk målare och skulptör.
- 22 april - Mårten Eskil Winge (född 1825), svensk målare, tecknare, professor vid Konstakademien.
- 13 augusti - John Everett Millais (född 1829), brittisk målare och grundare av det Prerafaelitiska brödraskapet 1848.
- 3 oktober - William Morris (född 1834), brittisk konstnär, formgivare och författare,
- 8 oktober – George du Maurier (född 1834), brittisk tecknare och författare.
- 24 december – Johann Eissenhardt (född 1824), tysk grafiker och målare.